# アクロカントサウルス
アクロカントサウルス（学名 Acrocanthosaurus 「高い隆起を持つトカゲ」の意）は、前期白亜紀（約1億1,600万~1億1,000万年前、アプチアン期からアルビアン前期まで）に北米大陸に生息した肉食恐竜の一種。ティラノサウルス、カルカロドントサウルス、ギガノトサウルス等に並ぶ巨大な肉食恐竜であり、当時における北米大陸最大級の獣脚類であった。全長11メートル〜12メートル、体重5トン～6トン。長い背びれが特徴である。アロサウルス類（アロサウルス上科）の一員であることは間違いないが、そのうちの カルカロドントサウルス科とアロサウルス科のどちらに属するのかという論争が続いている（近年はカルカロドントサウルス科への研究の進展からこちらに属するという説が有力になってきている）。

## 概要
アクロカントサウルスは全長約11.5メートル、体重は約6.2トンと推定されている大型獣脚類で、椎骨から垂直に突き出た特徴的な神経棘を持っていた。この突起には全身の筋肉を支える役目があったと考えられている。白亜紀前期のアプチアンからアルビアンにかけて、本種は一帯における頂点捕食者であった。

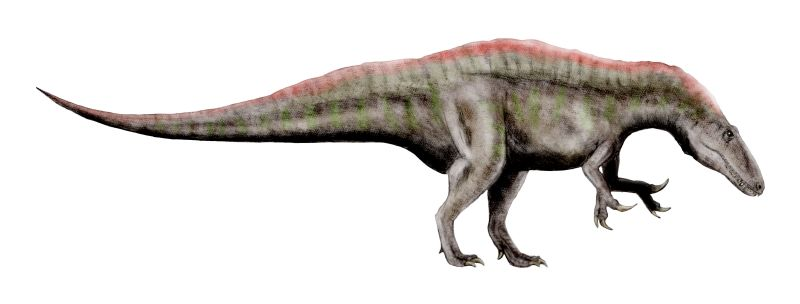
想像図
ヒトとの大きさ比較

## 命名
アクロカントサウルスの学名はギリシャ語の丈の高い神経棘(背ビレ)が由来で、ɑκρɑ / akra（ 'high'）、ɑκɑνθɑ / akantha（ 'thorn' or 'spine'）それと爬虫類を意味するσɑʊρος / sauros（ 'lizard'）を合わせたものになっている。
種小名のatokensisは、ホロタイプが掘り出されたオクラホマ州のアトカ郡に因んだもの。

## 系統
本種の分類は研究黎明期からある程度定まりつつあったが、細かな分類は近年まで揺れ動いていた。まず鼻骨や涙骨、そして神経棘の特徴からテタヌラ類に分類された。それ自体は現在でも通じる考えだったが、科の特定は困難を極めた。J.ウィリス・ストーバル(J. Willis Stovall)とワン・ラングストン・ジュニア(Wann Langston Jr.)は、基盤的なカルノサウルス類であるアロサウルス科へ本種を割り当てたが、1956年にアルフレッド・ローマーによって当時ゴミ箱分類群となっていたメガロサウルス科へ移されてしまった。他の研究者にとっては、この長い神経棘はスピノサウルスとの関係をうかがわせる物だった。このアクロカントサウルスがスピノサウルス類であるという解釈は1980年代まで存続し、当時の書籍では繰り返し広められた。
その後グレゴリー・ポールが背ビレなどの共通点から、アルティスピナクスとアクロカントサウルスが同属だと論じ、アルティスピナクスをアクロカントサウルスのジュニアシノニムにした。この一連の流れはベックレスピナクス属の提唱を挟みつつ混乱を招いたが、現在では旧アルティスピナックスの標本がベックレスピナクスとなり、代わりにアルティスピナクスの独自性が確立された標本が見つかった事で、3属が揃って残存することになった。
こうした混乱を挟みつつも分岐学的な手法による研究が進められた結果、アクロカントサウルスは白亜紀のゴンドワナ大陸を主な生息地とした大型獣脚類グループのカルカロドントサウルス科に位置づけられる事が多くなった。
とりわけ基盤的なカルカロドントサウルス科のネオヴェナトルやコンカヴェナトルとの関係が強いとされ、2013年の系統解析では、やはり白亜紀前期の基盤的な属（ネオヴェナトル）と白亜紀後期の派生的な属（ギガノトサウルス）の中間段階に位置づけられている。

## 古生物学

### 頭部

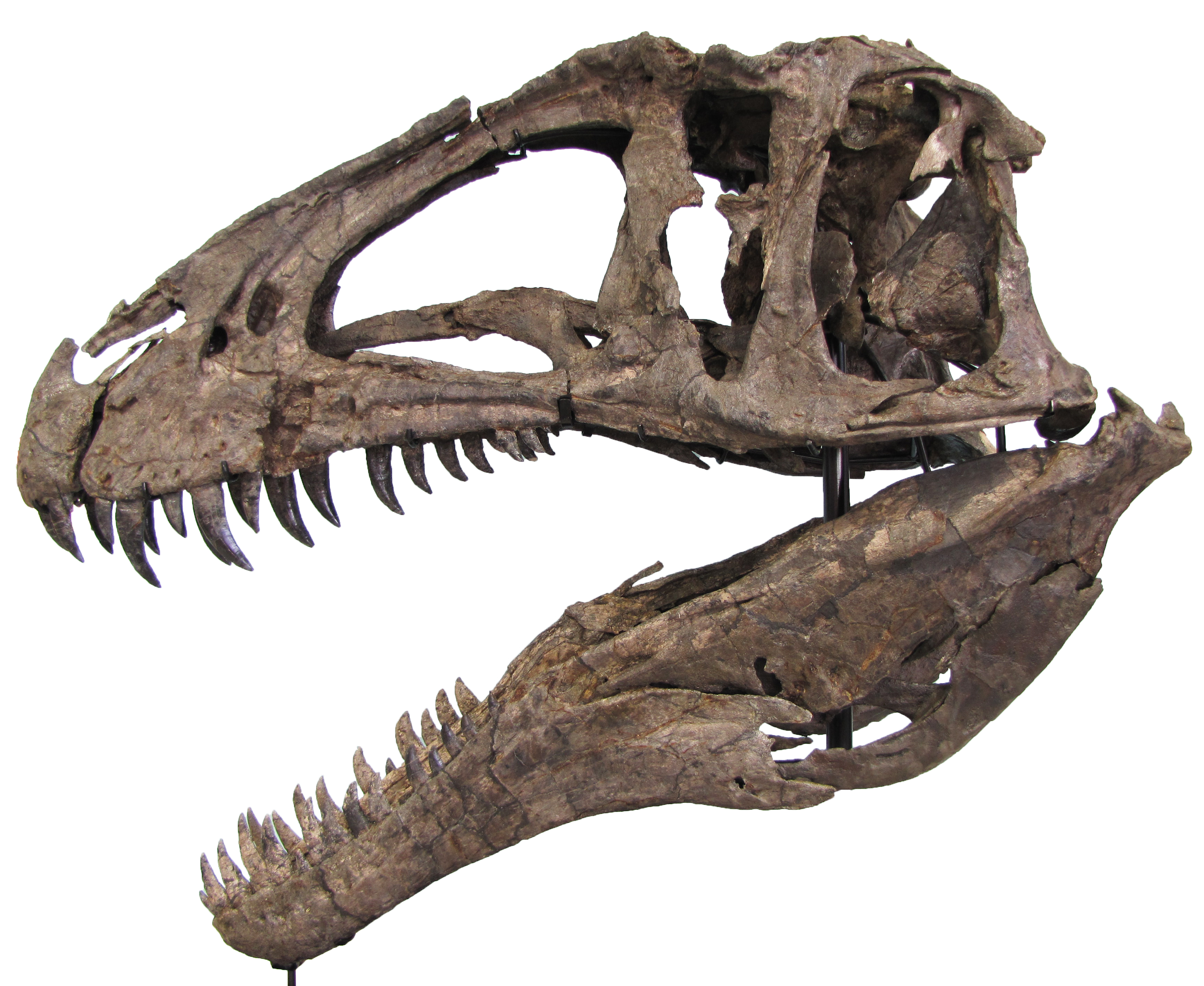
NCSM 14345 の頭骨、North Carolina Museum of Natural Sciences

NCSM 14345(通称「フラン」)と名付けられた完全な頭骨が見つかっている。前眼窩窓は眼窩と比べて著しく拡大していた(頭骨全体の長さの1/4と高さの1/3)。鼻骨の畝はギガノトサウルスほど顕著ではない。特徴的な涙骨の角の他に、後眼窩骨の瘤が発達していた。こうした頭頂部の飾りは他のカルカロドントサウルス科にも共通してみられる。
頭部は横幅よりも高さに重きを置いてあり、ティラノサウルスのように獲物の骨を噛み砕くのではなく、むしろ軽い力で肉厚の獲物を切り裂いて失血死に追い込むのに適していた。攻撃の際には上顎に並んだ38本の歯が高い殺傷能力を発揮した。

### 脳

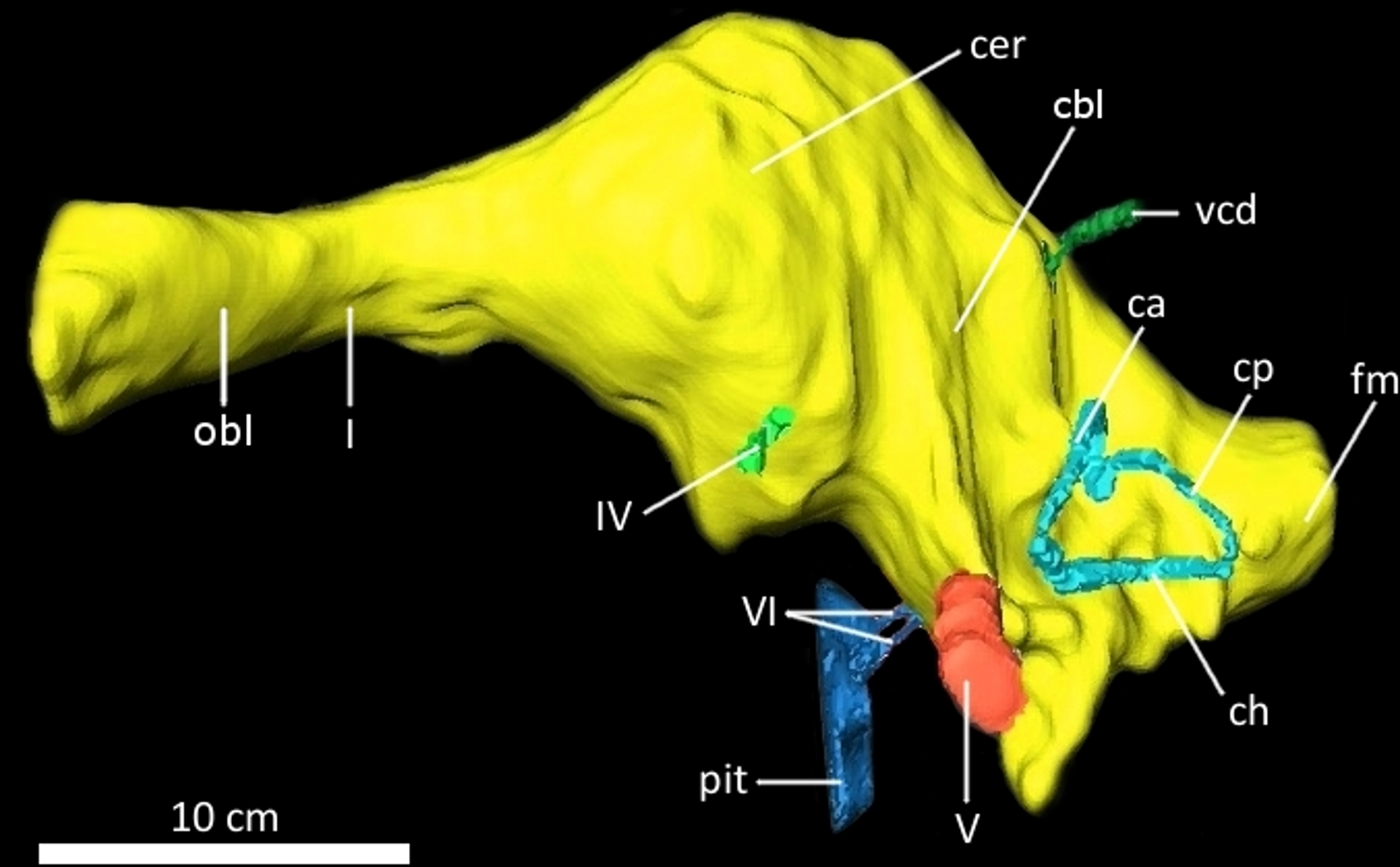
標本 NCSM 14345 の脳函部のデジタル鋳型

脳は緩いS字を描く典型的な爬虫類の形態を残しており、大脳半球の肥大化は爬虫類としては大きいものの、獣脚類の中で際立って発達してはいなかった（こうした脳はコエルロサウルス類以外の獣脚類に共通する）。一方で嗅球は非常に発達していたため、臭いを嗅ぎ取る能力に秀でていた。ただしアクロカントサウルスだけが特別に愚鈍だったという訳ではない。
三半規管の研究からは、本種が頭を地面に対して水平から25°下向きに向けていた事が示されている。この情報を元に復元を行うと、アクロカントサウルスの通常姿勢は他の獣脚類と同じように地面と平行を基本としていた事になる。

### 前肢
前腕、とりわけ上腕骨は湾曲と張り出しが強く、ここに太い筋肉が付いていたと考えられている。腕の先にはテタヌラ類に典型的な3本の指とタカのような鋭い鉤爪が備わっていた。このため前腕は強力な武器になっていたと想像されるが、その可動域はメガラプトル科やディノニコサウリアよりも限定的なものだった。そのためサウロポセイドンのような巨大すぎる獲物には行使しづらい得物だったらしく、やや小柄な竜脚類やテノントサウルスのような中程度の獲物へ行使していた可能性が高い（大物相手には顎を使った）。

### 後肢
若い個体のものと思われる足跡の調査結果では、最高で40km/hで走ることができたと考えられている<要出典>。
近縁種のギガノトサウルスの走行性能について、ギガノトサウルスは50km/hで疾走することが可能だったという研究結果があり（この場合の走るが厳密には競歩なのかは不明）、アクロカントサウルスも同等の脚力を持っていた可能性が高いが、本種はギガノトサウルスよりも軽量かつ2メートルほど小型だったため、それが走行性能にどれほどの違いをもたらしたかは定かではない。
こうした高速走行が可能だった事を示唆する研究がある一方、アクロカントサウルスの脚部そのものは高速走行に適した作りではなかった。まず中足骨はアークトメタターサル(衝撃を吸収しやすくする構造）にはなっておらず、大腿骨と脛の比率も大腿骨のほうが長かった(快速を誇る生物では、殆どが脛のほうが長い）。これらの点は同じ大型獣脚類のティラノサウルス亜科とは大きく異なる（ティラノサウルス亜科にはアークトメタターサルがあり、脛も著しく長かった）。これはカルカロドントサウルス科とティラノサウルス亜科とでは走行性能に明確な差があったことを示しているが、同等の体重とされるアフリカゾウは、最速でも25km/h程であることを考えると、カルカロドントサウルス科の走行性能自体が低いわけではない。こうした脚部の違いは生態の違いを表しているとされている。

### 足跡
本種が竜脚類を追跡したと思われる足跡化石が見つかっている。

### 成長
ホロタイプOMNH10146とNCSM14345の解析によって、アクロカントサウルスは成熟まで最低でも12年を要する事が示されたが、この基準となったハリス管は成長と共に失われていくため、実際には成長が更に長期間に渡っていた可能性が高い。この誤差を考慮すると、成熟には18年から24年を要すると推定されている。

## 古生態学
テキサス州グレンローズ近郊で発見された足跡の痕跡から、四頭以上の群れを作って竜脚類（アストロドンもしくはサウロポセイドン）の群れを追跡していたと考えられていたが、これは実証が難しい問題である。例えば単に同じ道を通っただけの可能性もある（両者が互いの存在を知らないパターン）。この場合「群れ」とされている足跡も、それぞれの個体が別個に残した足跡が偶然固まっている可能性も考えられる。また竜脚類の足跡と獣脚類（アクロカントサウルス）の足跡が交錯し、アクロカントサウルスの足跡が消失している場所があるが、それは当初アクロカントサウルスによる攻撃の瞬間を記録していると考えられた。しかし竜脚類の足跡に「乱れ」が見られない点や（体重数トンの捕食者に攻撃された場合、普通なら蹌踉めきや転倒が発生する）、消失した足跡が一つだけだった事から、これは単なる偶然の産物だったと見る意見が強い。さらにカルカロドントサウルス類は腕の可動域や頭部の構造から、主にナイフ状の歯で竜脚類に襲い掛かっていたと考えられている。そのため足跡化石から類推されたように足を武器として飛び掛かる必要はない（むしろバランスの問題としてはデメリットが大きい）。
集団攻撃の明確な証左は失われつつあるとはいえ、近縁種のマプサウルスが集団で化石化していた事例や、他の大型獣脚類にも群れで行動していたとされる種（例えば、アルバートサウルス）が見つかった事から、本種も群れで行動する事があった可能性は依然として残されている（件の足跡も群れの存在を完全に否定してはいない）。なお古生物学者のフィリップ・カリーは「ホルツ博士の最新恐竜事典」への寄稿にあたって次のような主張を展開した。
「（アクロカントサウルスのような）大型獣脚類は時として有り得そうな手段は何でも採ったのだろう。もしかすると彼らは獲物の渡りなどにあわせ、一時的なチームを組んでいたのかもしれない。」
これは現在のサメやワニにおいても見られる行動である。

## ニッチ上の競争

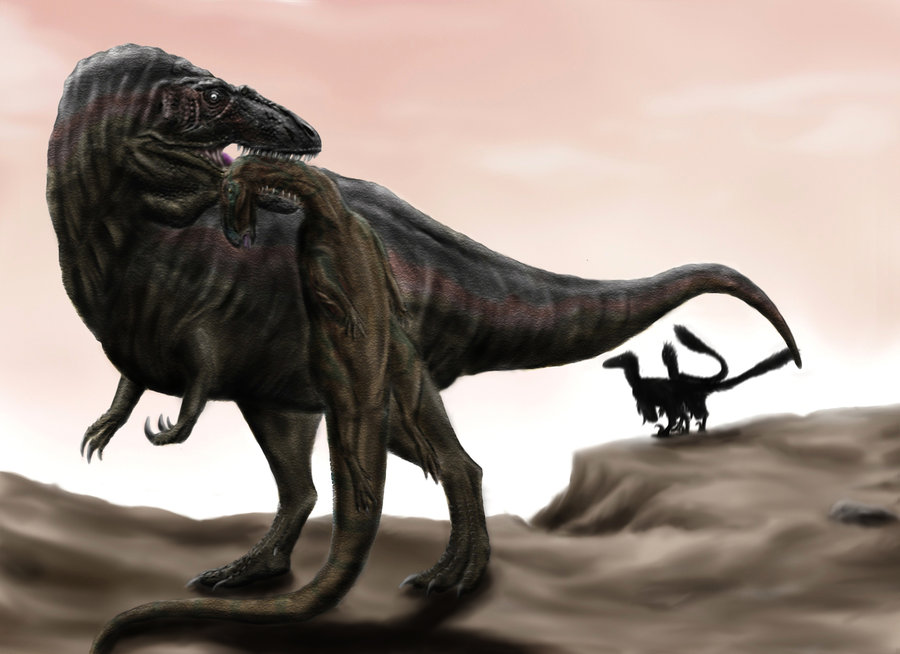
テノントサウルスの遺骸を運ぶアクロカントサウルス。遠景に2頭のデイノニクスが見える

アクロカントサウルスは小型獣脚類のデイノニクスと同時代同地域に生息していたため、肉食動物という性質上、多少なりとも競争が発生したと考えられている。ただしデイノニクスは大きくても全長が約3.5メートルのため、争いの頻度は最低限で済んだ可能性が高い。
またカルカロドントサウルス科は、世界各地において初期のティラノサウルス類とも競争関係にあった。アクロカントサウルス自体とティラノサウルス類が共存した証拠は挙がっていなかったが、2011年に同地域からティラノサウルス類の歯が見つかり、こちらの共存も確認された。

## 絶滅
かつてはアクロカントサウルスをもって北半球（ローラシア大陸）のカルカロドントサウルス科は全て絶滅し、ティラノサウルス科へその生態的ニッチを明け渡した、と考えられてきた。しかしシアッツの発見により、北半球のカルカロドントサウルス科並び近縁種の命脈は従来の想像以上に長寿で、ティラノサウルス科との交替がもっと遅かった事が判明した（アジアでもシャオキロンが生息していた）。ディスカバリーチャンネルが作成・放映したドキュメンタリー作品の恐竜と巨大生物(英題「Monsters Resurrected」)では、「アクロカントサウルスは台頭を始めたデイノニクスとの競争に敗れて絶滅した。」とする言説が取り上げられたが、前述のとおり本種とデイノニクスは長らく共存関係にあったため、この仮説はありえない。